# Villa Trefnan

Villa Trefnan är en byggnad i Hedemora, Dalarnas län. Den ritades av Lars Israel Wahlman och uppfördes som bostad hans föräldrar år 1901, på tomten bredvid Trotzgården. Namnet Trefnan kom att bli ett ledord för Wahlman, som det "trivsamma, intima och ombonade hemmet".
Wahlman hade kommit tillbaka från en resa till England där han blivit inspirerad av de engelska stilidealen. Byggnaden är i trä. Taket är av tegel. Huset har ett nationalromantiskt utseende, med stora takvolymer, höga skorstenar, utsirade trädetaljer och blyinfattade fönster. 1938 fick huset centralvärme. 1935 tillkom garaget, som sedan byggdes på 1961.